# جون د. وينتيرز
جون د. وينتيرز (بالإنجليزية: John D. Winters) هو مؤرخ أمريكي، ولد في 23 ديسمبر 1916 في ماكول في الولايات المتحدة، وتوفي في 9 ديسمبر 1997 في روستون في الولايات المتحدة.